# Alsos-Mission
Alsos war der Codename von drei US-Geheimdienst-Missionen, die zwischen Ende 1943 und Ende 1945 im Rahmen des Manhattan-Projektes der USA durchgeführt wurden. Ziel war es, herauszufinden, ob es ein deutsches Projekt zum Bau einer Atombombe gab, und wenn ja, wer die beteiligten Wissenschaftler waren und wie weit die Bemühungen gediehen waren, sowie deren Weiterführung zu verhindern. Viele international wichtige Kernphysiker dieser Zeit waren Deutsche und arbeiteten in Deutschland, so zum Beispiel Werner Heisenberg, Carl Friedrich von Weizsäcker, Walther Gerlach, Otto Hahn und Kurt Diebner.
Der Name Alsos – griechisch für Hain, engl. grove – wurde zu Ehren des obersten Befehlshabers der Einheit, General Leslie R. Groves, gewählt, obwohl er nach den üblichen nachrichtendienstlichen Vorgehensweisen zu leicht in Verbindung mit einer der handelnden Personen gebracht werden konnte. Groves war militärischer Leiter des Manhattan-Projekts und Initiator von Alsos.
Wie das ganze Manhattan-Projekt standen auch die Alsos-Missionen unter strenger Geheimhaltung, auch gegenüber Kriegsverbündeten. Sie wurden von einem militärischen Team unter der Leitung von Oberstleutnant Boris Pash zusammen mit einem wissenschaftlichen Team unter Samuel Goudsmit durchgeführt. Es gab drei Missionen: Alsos I in Italien, Alsos II in Frankreich und Alsos III in Deutschland. Das Hauptquartier befand sich in London.

## Alsos I
In Italien wurden Wissenschaftler befragt, die Kontakt mit deutschen Forschern hatten, es wurden jedoch keine wichtigen Erkenntnisse gewonnen.

## Alsos II
In Frankreich wurden sofort nach der Befreiung durch die Alliierten weitere Untersuchungen angestellt. Am 29. August 1944 wurde Frédéric Joliot-Curie nach London geflogen, um dort Näheres über das deutsche Uranprojekt und über die Arbeit deutscher Physiker zu berichten, die in seinem Laboratorium während der Zeit der Okkupation gearbeitet hatten. Es handelte sich unter anderem um Erich Schumann, Kurt Diebner, Walther Bothe, Abraham Esau, Wolfgang Gentner und Erich Bagge, womit ein Teil der interessierenden deutschen Wissenschaftler identifiziert waren. Von Frankreich aus wurden weitere Dokumente sichergestellt sowie sensitives Material wie Uran und schweres Wasser.

## Alsos III

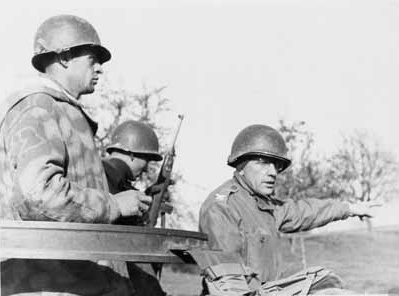
Boris Pash (rechts) während der Alsos-III-Mission in Hechingen

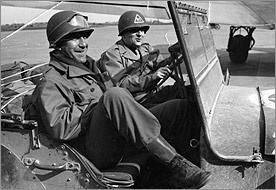
Samuel Goudsmit (rechts im Bild) während der Alsos-III-Mission in Stadtilm

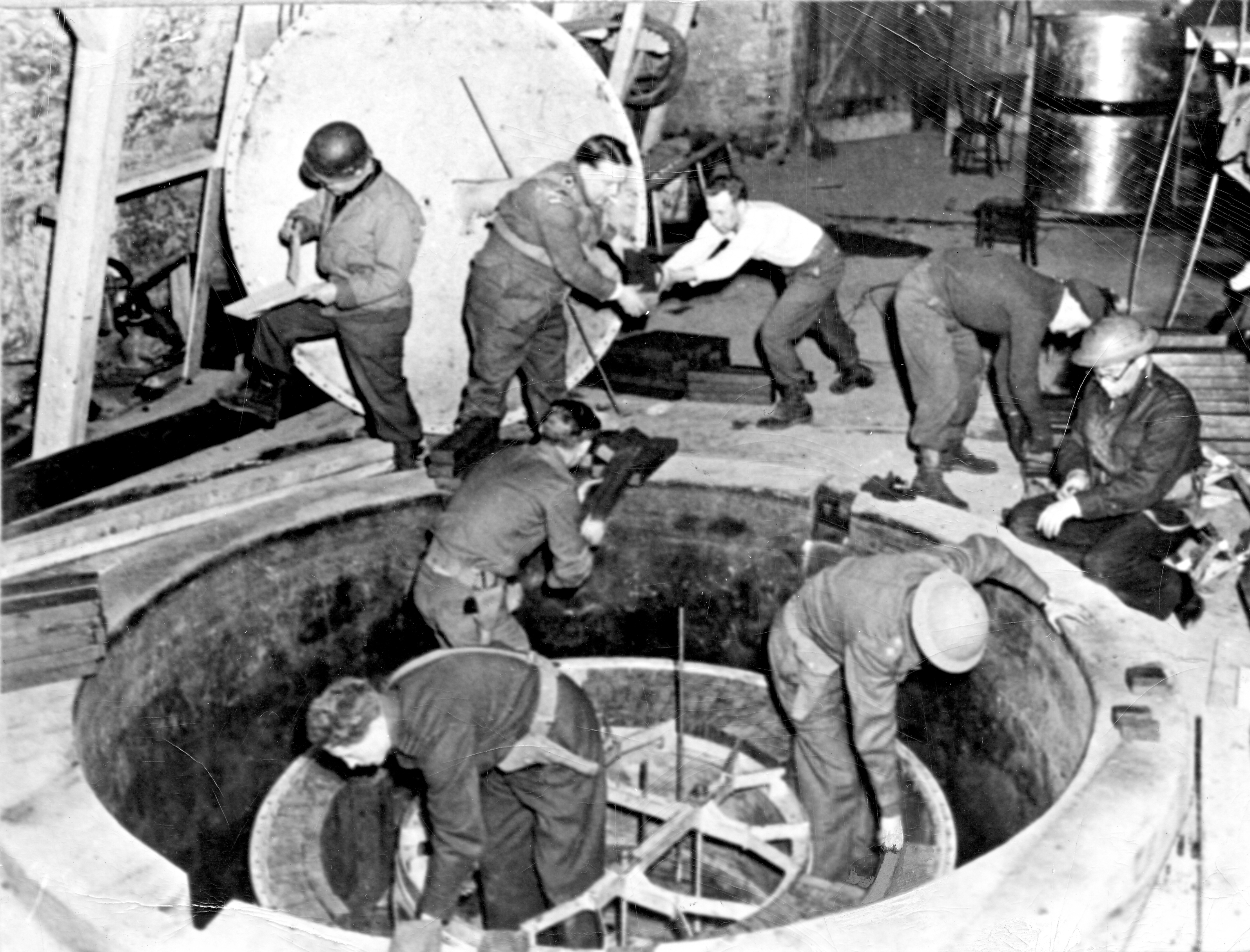
Der Abbau des Reaktors durch Mitglieder der Alsos-III-Mission

Vielerorts wurden Akten und Apparaturen auf den Weg gebracht. Heinz Maier-Leibnitz hat beschrieben, wie er ein halbes Gramm Radium (Radioaktivität 1/2 Curie = 18,5×109 Becquerel) in einem Bleibehälter per Fahrrad von Heidelberg nach Tauberbischofsheim brachte, wo Walther Bothes Institut in einer Schule ein Ausweichquartier bezogen hatte.
Mitte März 1945 überquerten die ersten alliierten Truppen den Rhein von Ludwigshafen nach Mannheim. Alsos-Mitarbeiter befanden sich bereits unter diesen Truppen. Als erstes Ziel galt die wichtige Universitätsstadt, die außerdem Standort des einzigen deutschen Zyklotrons war – Heidelberg. Das Zyklotron befand sich im damaligen Kaiser-Wilhelm-Institut für medizinische Forschung, das unter der Leitung von Walther Bothe stand. Die Übernahme des Instituts erfolgte ohne Zwischenfälle.
Als die Wissenschaftler um Heisenberg den B-8-Versuch vorbereiteten (siehe Forschungsreaktor Haigerloch), war die Alsos-Mission bereits bis nach Heidelberg vorgedrungen (Heidelberg wurde am 30. März 1945 eingenommen). Dort verhörten sie Bothe und konfiszierten seine Arbeiten. Da aber ihre wichtigste Zielperson Heisenberg und seine Forschungsgruppe war, entschlossen sie sich, – obwohl sich Haigerloch im französischen Besatzungsgebiet befand – die übrigen Wissenschaftler in Haigerloch, Hechingen und Tailfingen aufzugreifen. Der „Atomkeller“ in Haigerloch, in dem die Versuchsanlage aufgebaut war, wurde demontiert, das zuvor versteckte Uran und schwere Wasser abtransportiert.
Ein wichtiges Projekt war es, nun auch zu verhindern, dass wissenschaftliches Know-how in die Hände der Sowjetunion fallen würde. Laboratorien in Hechingen und Frankfurt am Main, in denen am Uranprojekt gearbeitet wurde, wurden eingenommen und die beteiligten Wissenschaftler in Gewahrsam genommen. Die gefangenen Wissenschaftler wurden auf dem Landsitz Farm Hall in England interniert und mehrere Monate lang abgehört (Codename Operation Epsilon).
Als der Physiker Walther Bothe am Kaiser-Wilhelm-Institut für medizinische Forschung in Heidelberg befragt wurde, zählte er die Wissenschaftler auf, die im deutschen Uranprojekt involviert waren. Zugleich teilte er Goudsmit mit, dass er entsprechend den Anweisungen der Regierung alle seine geheimen Berichte verbrannt habe. Bothe vertrat wiederholt die Meinung, dass man noch Jahrzehnte von der Realisierung der „Uranmaschine“ und ihrer Nutzung als Energiequelle entfernt sei und dass Uran als  Explosivstoff in der Praxis nicht anwendbar sei. Sein jüngerer Kollege, der Physiker Wolfgang Gentner, glaubte, dass die Bombe wegen der Schwierigkeit der Uranisotopentrennung schlichtweg unmöglich sei.
Bothe hatte bereits alle seine Unterlagen zu kriegsrelevanter Forschung vernichtet und verweigerte jegliche Aussage, bis die deutsche Regierung offiziell kapitulierte. Die meisten anderen Mitglieder des so genannten Uranvereins wurden für sechs Monate in England interniert, aber überraschenderweise wurde Bothe freigelassen und blieb in Heidelberg. Grund hierfür war wohl die Tatsache, dass der führende Alsos-Wissenschaftler Samuel Goudsmit Bothe persönlich kannte und respektierte. Bothe übergab sämtliche verbliebene Dokumente an Alsos, wollte sich jedoch zu geheimen Forschungen an seinem Institut nicht äußern. Andererseits wurde Bothes Ausrüstung konfisziert, sein Labor von der US-Armee besetzt, und Deutschland wurde bis in die 50er Jahre hinein mit einem Verbot der kernphysikalischen Forschung belegt.
Das Alsos-Projekt wurde am 15. Oktober 1945 eingestellt.
Kurz nach seiner Rückkehr nach Deutschland hatte Hahn über seine Arbeit während des Krieges und über Nuklearwaffen folgendes zu sagen:

„Die Frage, ob eine Energiegewinnung durch eine Kettenreaktion möglich sei, ist physikalischer Natur, sie wurde von einer Gruppe von Instituten bearbeitet, deren wichtigste das Kaiser-Wilhelm-Institut für Physik in Berlin-Dahlem unter der Leitung von Prof. Heisenberg und das Institut für Physik im Kaiser-Wilhelm-Institut für medizinische Forschung in Heidelberg unter der Leitung von Prof. Bothe waren. Mein eigenes Institut (das Kaiser-Wilhelm-Institut für Chemie in Berlin-Dahlem) übernahm mit der Billigung der maßgebenden Stellen vorzugsweise die rein wissenschaftliche chemische Untersuchung der Elemente, die bei der Uranspaltung entstehen, über diese Frage konnten wir auch im Krieg mehrere Arbeiten veröffentlichen.“

Es gab auch intensive Recherchen der Alsos-Mission über etwaige deutsche und auch italienische Vorbereitungen zur biologischen Kriegsführung. Darüber wird ausführlich in Erhard Geißlers Buch Biologische Waffen – nicht in Hitlers Arsenalen (siehe Literaturverzeichnis) berichtet.